# Paradinas de San Juan
Paradinas de San Juan é um município da Espanha na província de Salamanca, comunidade autónoma de Castela e Leão, de área 35,63 km² com população de 540 habitantes (2007) e densidade populacional de 16,37 hab/km².

## Demografia
| Variação demográfica do município entre 1991 e 2004 | Variação demográfica do município entre 1991 e 2004 | Variação demográfica do município entre 1991 e 2004 | Variação demográfica do município entre 1991 e 2004 |
| --------------------------------------------------- | --------------------------------------------------- | --------------------------------------------------- | --------------------------------------------------- |
| 1991                                                | 1996                                                | 2001                                                | 2004                                                |
| 679                                                 | 663                                                 | 632                                                 | 585                                                 |